# Душан Булајић
Душан Булајић (Чачак, 6. март 1932 — Београд, 3. јун 1995) био је српски глумац.

## Биографија
Глумом је почео да се бави аматерски након матуре, а потом је ступио у ансамбл Народног позоришта у Нишу. Затим је глумио у позориштима у Ријеци, Задру, Новом Саду, Сплиту и Београду, а од 1969. године је био члан Народног позоришта у Београду.
Поред рада у позоришту, имао је велики број улога у серијама и на филму. Међу њима се издвајају Љубав и мода, Операција Београд, Хитлер из нашег сокака и многе друге.
Више од тридесет година био је у браку са глумицом Оливером Марковић. Преминуо је 3. јуна 1995. године у Београду.

## Улоге
|                   | 1950 ▼ | 1960 ▼ | 1970 ▼ | 1980 ▼ | 1990 ▼ | Укупно |
| ----------------- | ------ | ------ | ------ | ------ | ------ | ------ |
| Дугометражни филм | 1      | 9      | 5      | 5      | 1      | 21     |
| ТВ филм           | 0      | 1      | 3      | 3      | 1      | 8      |
| ТВ серија         | 0      | 1      | 3      | 5      | 7      | 16     |
| Кратки филм       | 0      | 0      | 1      | 0      | 0      | 1      |
| Укупно            | 1      | 11     | 12     | 13     | 9      | 46     |

| Год.       | Назив                                   | Улога                    |
| ---------- | --------------------------------------- | ------------------------ |
| 1950.-те ▲ |                                         |                          |
| 1957.      | Крвава кошуља                           |                          |
| 1960.-те ▲ |                                         |                          |
| 1960.      | Љубав и мода                            | Модни креатор Бора       |
| 1960.      | Кота 905                                | Капетан Владимир         |
| 1964.      | Међу лешинарима                         | Блумфилд                 |
| 1966.      | Коњух планином                          |                          |
| 1966.      | Орлови рано лете                        | Партизански наредник     |
| 1967.      | Извлачење                               |                          |
| 1968.      | Забавља вас Мија Алексић                |                          |
| 1968.      | Операција Београд                       | Професор Коста           |
| 1969.      | Шпијунка без имена                      | Пуковник Делвеаук        |
| 1969.      | Осека                                   |                          |
| 1969.      | Битка на Неретви                        | Четнички потпуковник     |
| 1970.-те ▲ |                                         |                          |
| 1970.      | Случај Опенхајмер                       | К. Е. Ролан              |
| 1973.      | Камионџије                              | иследник                 |
| 1973.      | Паја и Јаре                             | Судија                   |
| 1975.      | Соба са пет зидова                      |                          |
| 1975.      | Хитлер из нашег сокака                  | Јоца                     |
| 1975.      | Ђавоље мердевине                        |                          |
| 1975.      | Песма (ТВ серија)                       |                          |
| 1976.      | Војникова љубав                         | Гојко Јовановић          |
| 1976.      | Људи с репом                            |                          |
| 1977.      | Хајдучка времена                        | Вук Рашета               |
| 1977.      | 67. састанак Скупштине Кнежевине Србије | Паја Вуковић             |
| 1980.-те ▲ |                                         |                          |
| 1981.      | Светозар Марковић                       |                          |
| 1981.      | Седам секретара СКОЈ-а                  |                          |
| 1981.      | Почнимо живот из почетка                | Продавац накита          |
| 1982.      | Приче преко пуне линије                 |                          |
| 1982.      | Вариола вера                            | Војно лице               |
| 1983.      | Велики транспорт                        | Усташки поручник         |
| 1987.      | Бољи живот                              | Службеник                |
| 1988.      | Вук Караџић                             | Шишков                   |
| 1988.      | Браћа по матери                         |                          |
| 1989.      | Beyodn the Door III                     | Главни инжењер           |
| 1989.      | Рођаци из Лазина                        |                          |
| 1989.      | Госпођа министарка                      | Сима Поповић             |
| 1989.      | Урош блесави                            | Марковић                 |
| 1990.-те ▲ |                                         |                          |
| 1991.      | Конак                                   |                          |
| 1991.      | Бољи живот 2                            | Управник клинике         |
| 1991.      | Тесна кожа 4                            | Поштар                   |
| 1993.      | Театар у Срба                           |                          |
| 1993.      | Тито и ја                               | Милутин                  |
| 1993.      | Броз и ја (ТВ серија)                   | Милутин                  |
| 1994.      | Голи живот                              | Мићунoв Kум Ђокић        |
| 1994.      | Срећни људи                             | Добривоје Стокић         |
| 1995.      | Крај династије Обреновић                | Генерал Леонид Соларевић |
| 1995.      | Отворена врата                          | Хаџи-Гутовић             |